# Stazione di Venezia Porto Marghera
Stazione di Venezia Porto Marghera vasútállomás Olaszországban, Veneto régióban, Velence településen.

## Vasútvonalak
Az állomást az alábbi vasútvonalak érintik:
- Milánó–Velence-vasútvonal
- Velence–Trieszt-vasútvonal
- Trento–Velence-vasútvonal
- Velence–Udine-vasútvonal

## Kapcsolódó állomások
A vasútállomáshoz az alábbi állomások vannak a legközelebb: 
- Stazione di Venezia Mestre (Stazione di Milano Centrale, Trieszt központi pályaudvara, Stazione di Trento FTM, Stazione di Udine)
- Stazione di Venezia Santa Lucia (nincs)